# Juan Iturbe
Juan Manuel Iturbe Arévalos (* 4. června 1993, Buenos Aires, Argentina) je argentinsko-paraguayský fotbalový útočník, v současnosti hostuje v mexickém týmu Club Tijuana z italského klubu AS Řím. Reprezentoval v mládežnických kategoriích Argentinu i Paraguay. Za Paraguay nastupuje v seniorské reprezentaci.
Jeho rodiče byli Paraguayci, kteří odešli do Argentiny za prací. Juan Iturbe se narodil v Buenos Aires a vyrůstal v Paraguayi.

## Reprezentační kariéra

### Paraguay
Protože působil v mládí v Paraguayi, nastupoval zde i za mládežnické reprezentace. V 16 letech nastoupil i za seniorskou reprezentaci k přátelskému zápasu 4. listopadu 2009 proti Chile (prohra 1:2), do něhož zasáhl jako střídající hráč. Protože nešlo o soutěžní zápas, mohl později změnit reprezentaci.

### Argentina
Argentina jej získala do svých reprezentačních řad. Reprezentoval ji na Mistrovství Jižní Ameriky hráčů do 20 let v roce 2011 v Peru, kde mladí Argentinci obsadili konečné 3. místo.
Zúčastnil se i Mistrovství světa hráčů do 20 let 2011 v Kolumbii, kde Argentina vypadla ve čtvrtfinále s Portugalskem v penaltovém rozstřelu po výsledku 4:5 (po prodloužení byl stav 0:0).